# 大和小田急建設
大和小田急建設株式会社（だいわおだきゅうけんせつ）は、かつて存在した大和ハウス工業傘下の建設会社。
株式会社野村組として設立され、後に小田急グループに参画。鉄道関連の受注、公共土木等実績あり。新宿南口の商業ビル「Flags（フラッグス）」の建築も手がけた。
2008年4月1日に筆頭株主が小田急電鉄から大和ハウス工業へ移動し、2015年8月1日に大和ハウス工業の完全子会社となる。同年10月1日、同じく大和ハウス工業の完全子会社であるフジタに吸収合併され、解散した。

## 沿革
- 1869年10月1日 - 創業。
- 1939年1月26日 - 会社組織に改組し、株式会社野村組を設立。
- 1948年7月5日 - 野村工事株式会社に商号変更。
- 1962年11月1日 - 東京証券取引所2部に上場。
- 1971年11月1日 - 小田急建設株式会社に商号変更し、小田急グループに参画。
- 1973年11月1日 - 東京証券取引所1部に指定替え。
- 2007年12月10日 - 大和ハウス工業との資本・業務提携を発表[1]。
- 2008年
  - 4月1日 - 筆頭株主が小田急電鉄から大和ハウス工業へ移動、同社の持分法適用関連会社となる。同時に鉄道メンテナンス事業を小田急設備へ吸収分割により承継[2]。
  - 10月1日 - 大和小田急建設株式会社に商号変更。
- 2015年
  - 7月29日 - 上場廃止。
  - 8月1日 - 株式交換により大和ハウス工業の完全子会社となる[3]。
  - 10月1日 - 株式会社フジタに吸収合併され、解散[4]。